# Bettina Romero
Bettina Inés Romero (Salta, 19 de julio de 1978) es una abogada y política argentina, ex intendenta de la ciudad de Salta desde el 10 de diciembre de 2019, hasta el 9 de diciembre de 2023, siendo la primera mujer en ocupar dicho cargo.
Proviene de una familia de políticos y empresarios, hija y nieta respectivamente de los exgobernadores de Salta Juan Carlos Romero y Roberto Romero. Ambos tuvieron vasta trayectoria militante y dirigencial en el Partido Justicialista.

## Biografía
Es abogada, cumplimentó sus estudios en la Universidad de Belgrano y posteriormente se graduó con una maestría en Economía Política Sudamericana en la Universidad de Georgetown.

### Trayectoria política
Comenzó sus actividades políticas en el sector de las organizaciones no gubernamentales. Es presidenta del Partido Salta Nos Une y de la Fundación para el Análisis y la Reflexión de la Argentina (FUNDARA) donde se dedicó a la investigación de diversas problemáticas sociales, y proponiendo acciones concretas en áreas como género, integración, salud y empleo joven. 
Fue directora de la región NOA del Ministerio de Desarrollo Social de la Nación para luego, en 2017, asumir una banca en la Cámara de Diputados de la provincia de Salta, siendo la legisladora más votada en los comicios de ese año. Desde allí impulsó proyectos legislativos vinculados con los flagelos sociales y el medioambiente, entre muchos otros. En noviembre del 2017 fue elegida por unanimidad como representante de la cámara de diputados ante el Consejo de la Magistratura de Salta.
Proviene de una familia vinculada a la política, siendo hija y nieta, respectivamente, de los exgobernadores, Juan Carlos Romero y Roberto Romero.

### Precandidata a Diputada Nacional
En 2015 se presentó como precandidata a diputada nacional por Salta Nos Une. Perdió las elecciones internas contra el, en ese entonces, presidente del radicalismo salteño, Miguel Nanni. Obtuvo un total de 51 243 votos contra los 83 308 votos de la lista Un nuevo camino. Los resultados la confirmaron como candidata a diputada nacional. La lista de Cambiemos saldría tercera por detrás de las listas encabezadas por Javier David y por Alfredo Olmedo.

### Diputada Provincial de Salta (2017-2019)
En la Paso 2017 obtuvo 28 388 sufragios, quedando primera en la categoría de Diputada Provincial y sacando más de cinco mil votos al segundo. La brecha creció mucho más en las generales obteniendo el 21,40 %, significando 63 640 votos y duplicando al segundo. En dos años como Diputada entre sus propuestas legislativas se pueden encontrar la creación de una Administración General de Edificios Educativos; la la emergencia en materia de educación; la exigencia de que el IPS cubra las prestaciones a la discapacidad como mandan los fallos judiciales y la ley 24.901, entre otros proyectos

### Intendente de la Ciudad de Salta (desde 2019)
Compitió en internas con otras tres listas, encabezadas por Martín Grande, Matías Posadas y Vitín Lamberto, dentro del Frente que apoyaba la candidatura a gobernador de Gustavo Sáenz. 
Entre otros temas, propuso la creación de un Banco Social de Microcréditos para incentivar la economía familiar, guarderías municipales para que las mamás que trabajan o estudian puedan dejar, sin costo, a sus hijos en un lugar seguro. Trabajó en la reactivación de la Escuela de Artes y Oficios para darle salida laboral a los jóvenes y buscará involucrar activamente al municipio en materia de primer nivel de atención en salud.
En el marco del Plan Integral de Luminarias que se ejecuta en la capital, la intendenta, Bettina Romero realizó el recambio de 136 puntos de luz Led. Las tareas aportan más seguridad a 38 cuadras del barrio. Con estas nuevas luminarias son más de 4400 las familias que se ven beneficiadas. También, son alcanzados los vecinos del barrio La Paz y Gauchito Gil de la zona sudeste.
Luego de 17 años sin una construcción de envergadura para conectar la ciudad, los salteños contarán con un nuevo puente sobre el río Arenales. La Intendenta, Bettina Romero, junto al Gobernador, Gustavo Sáenz y el ministro de Infraestructura de la Nación, Gabriel Katopodis, supervisaron el avance de los últimos detalles de esta obra de gran importancia para la ciudad de Salta. Se trata de una construcción emblemática que ejecuta la Municipalidad y beneficia a más de 619.000 vecinos con conectividad, seguridad e iluminación. 
En las últimas elecciones provinciales de Salta 2019 obtuvo 148 964 representando el 52,60 %. siendo la primera intendenta de la Ciudad de Salta desde su fundación en 1582. Asumió en diciembre de 2019 como la intendenta número 100 de la ciudad.

## Vida personal
Tanto su padre, Juan Carlos Romero, como su abuelo paterno, Roberto Romero, fueron gobernadores de Salta por el Partido Justicialista. Por el lado de su padre tiene ascendencia criolla y siciliana y por el de su madre, Carmen Marcuzzi, también orígenes italianos. Se encuentra casada con el empresario vitivinícola porteño Francisco Lávaque, con el que tiene tres hijos.